# Franck Azéma
Franck Azéma (Ambilly, 7 aprile 1971) è un dirigente sportivo, allenatore di rugby a 15 e rugbista a 15 francese, attivo in carriera nel ruolo di tre quarti centro.
Dal 2014 è l'allenatore-capo del Clermont con cui si è aggiudicato il titolo di campione di Francia nel 2017.

## Biografia
Suo padre, Daniel Azema, è stato un giocatore di Rugby a XV nella formazione dell'Arles-sur-Tech prima di passare, definitivamente, al Rugby a XIII con la formazione del Saint-Estève, con la quale è stato finalista del Campionato Francese nel 1975.
Nel 1999 vince la European Rugby Challenge Cup con Montferrand.
Dal 15 maggio 2006, Franck Azéma è co-allenatore della prima squadra di Perpignan, responsabile delle linee posteriori, sostituisce Philippe Ducousso ed è con Philippe Boher, responsabile fino al 2007 e poi con Jacques Brunel e Bernard Goutta. È campione di Francia nel 2009 e finalista nel 2010 con il club catalano.
A partire dalla stagione 2010-2011, ha allenato le retrovie di ASM Clermont con l'allenatore Vern Cotter. Da quando Cotter è uscito nel 2014, ha assunto la carica di capo allenatore dell'ASM. Jono Gibbes è il suo assistente incaricato di allenare gli attaccanti.
Nel giugno 2016, il direttore sportivo dell'ASM Jean-Marc Lhermet lascia il suo incarico e da quel momento Azema diventa direttore sportivo della squadra. Il 13 febbraio 2017, ASM Clermont Auvergne annuncia che estende il contratto di Franck Azéma al capo del club fino al giugno 2020, mentre il suo assistente Jono Gibbes lascia il club alla fine della stagione per entrare a far parte dell'Ulster.
Nel novembre 2017, viene scelto per addestrare i  Barbarians français al fianco di Bernard Goutta, per una partita contro i Maori All Blacks,n allo Stade Chaban-Delmas di Bordeaux.

## Palmarès

### Giocatore
- Challenge Cup: 1
Montferrand: 1998-99

### Allenatore
- Campionati francesi: 1
Clermont Auvergne: 2016-17